# あの頃〜ジンジンバオヂュオニー〜
「あの頃〜ジンジンバオヂュオニー〜」はwhiteeeenの初の配信限定シングル。ZEN MUSICから2015年10月2日に配信された。
2016年3月9日発売のwhiteeeenのミニアルバム「声」にも収録されている。2016年12月14日発売のオリジナルアルバム「ゼロ恋」にも収録されているが、アルバムバージョンでの収録である。

## タイアップ
フジテレビ 深夜ドラマ ｢それでも僕は君が好き｣ 挿入歌

## 曲の詳細
1. あの頃〜ジンジンバオヂュオニー〜 [5:47]

- 作詞 : 山下歩/JIN 作曲 : 木村充利